# 揚亀園

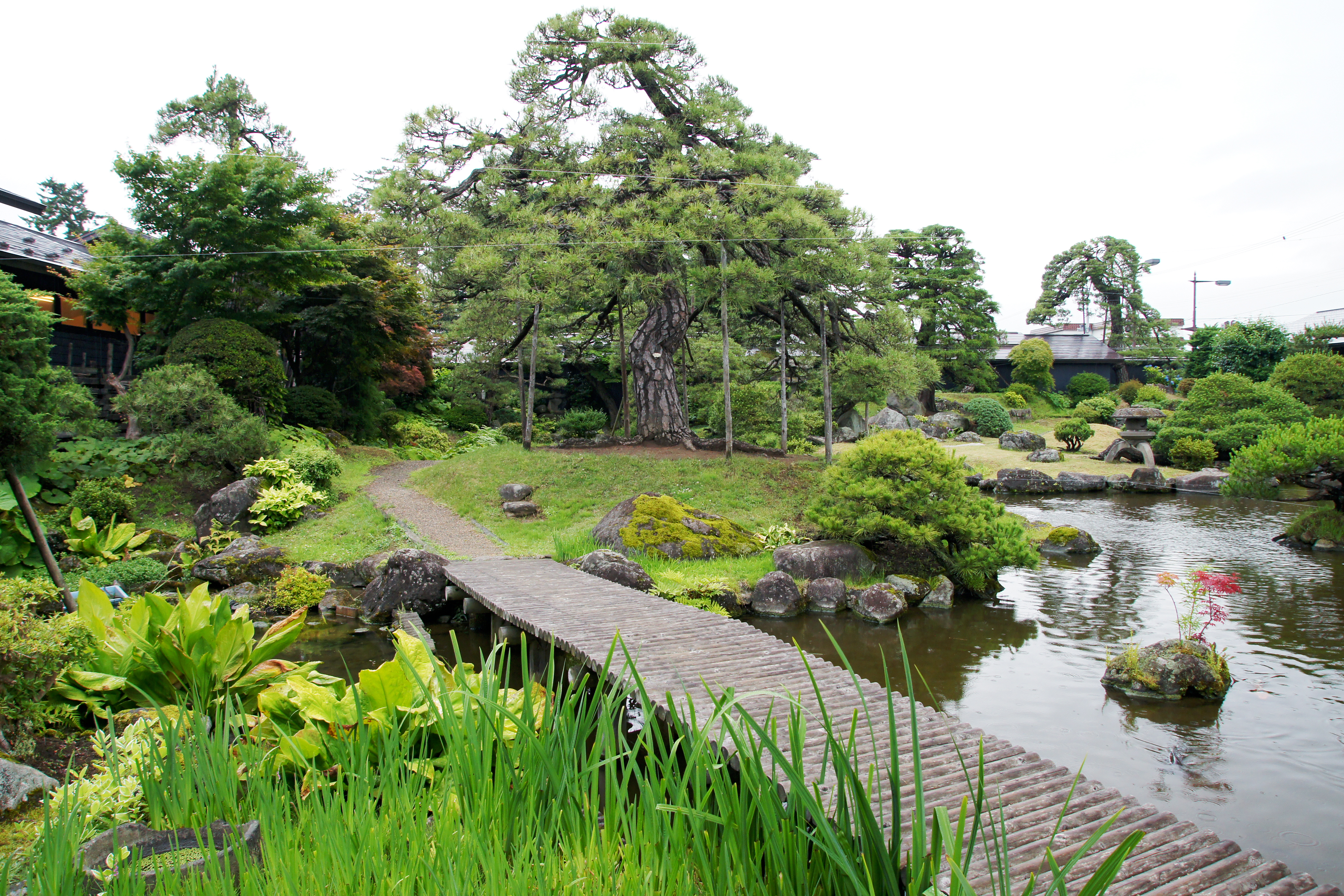
揚亀園

揚亀園（ようきえん）は、青森県弘前市亀甲町の観光施設津軽藩ねぷた村にある日本庭園。津軽で盛んであった大石武学流の造園を代表する庭園である。国の登録記念物。

## 歴史
江戸時代末期より近代にかけ、津軽地方には大石武学流と称する作庭の流派が風靡した影響で造られた庭園の一つで、弘前の実業家中村三次郎（1859年～1939年）の依頼により明治時代後期に大石武学流の四代目宗家・小幡亭月が作庭を行い、五代目宗家・池田亭月がその後、手を加えたとされている。三次郎は大正8年（1919年）に弘前市内の呉服商から譲り受けた離れ座敷を庭園東部に茶室として移築し揚亀庵（弘前市指定文化財）と名付け庭園を完成させた。

## 特徴
石で護岸された複雑な汀線から成る池を中心として、敷地の東端に茶室である揚亀庵を配置し、西端になだらかな筑山を造成している。筑山の樹間からは津軽冨士岩木山と弘前公園の老松が見え、池の東岸の礼拝石に向かい飛石が打たれており、池に浮かぶ中島、対岸に設けられた渓谷を模して造られた枯流れ・枯滝石組を眺望できる。2か所に架けられた木橋や石灯籠、傘型のクロマツなども配置されている。

## 概要
- 総面積:1183m2
- 形式：大石武学流
- 文化財：登録記念物（平成19年（2007年）7月26日登録）